# Фернанду Фонсека
Фернанду Фонсека (порт. Fernando Fonseca, нар. 14 березня 1997) — португальський футболіст, захисник клубу «Порту».
Виступав, зокрема, за олімпійську збірну Португалії.

## Клубна кар'єра
Вихованець юнацьких команд футбольних клубів «Боавішта» та «Порту».
У дорослому футболі дебютував 2016 року виступами за команду клубу «Порту» Б, в якій провів один сезон, взявши участь у 28 матчах чемпіонату. Більшість часу, проведеного у складі другої команди «Порту», був основним гравцем захисту команди.
До складу клубу «Порту» приєднався 2017 року. Відтоді встиг відіграти за клуб з Порту 1 матч в національному чемпіонаті.

## Виступи за збірні
2014 року дебютував у складі юнацької збірної Португалії, взяв участь у 13 іграх на юнацькому рівні.
З 2016 року захищає кольори молодіжної збірної Португалії. На молодіжному рівні зіграв у 7 офіційних матчах.
2016 року захищав кольори олімпійської збірної Португалії. У складі цієї команди провів 4 матчі. У складі збірної — учасник футбольного турніру на Олімпійських іграх 2016 року у Ріо-де-Жанейро.